# Saint-Herblain
Saint-Herblain (Bretonă: Sant-Ervlan sau Sant-Hermelen, Gallo: St Erbelaen) este un oraș în Franța, în departamentul Loire-Atlantique din regiunea Pays de la Loire. Face parte din aglomerația orașului Nantes. 
1. ↑  répertoire géographique des communes, accesat în 26 octombrie 2015
2. ↑  dataset of postal codes in France, 1 octombrie 2018